# Sharafnama
El Sharafnama (en kurdo, شەرەفنامە Şerefname «libro de Sharaf» o «libro del Honor», en persa: Sharafname, شرفنامه) también transcrito como Sherefname es un libro escrito en 1597 por el historiador y poeta medieval kurdo Sharafkhan Bidlisi (1543-1599), que escrito originalmente en persa. Sharafnama se considera como uno de los libros más importantes de la historia kurda. Trata sobre las diferentes dinastías kurdas, como la dinastía ayubí y Saladino , así como los principados kurdos que surgieron en la Antigüedad y el Medievo en Oriente Medio y el Cáucaso, además de mencionar a los ancestros preislámicos de los kurdos.

## Importancia
Al Sharafnama se le denomina alternativamente como «el libro de la historia de los kurdos». Se trata del único libro que trata sobre el pueblo kurdo y escrito por un kurdo hasta bien entrado el siglo XIX. Sí que existen otras fuentes de la historia kurda pero sus autores (en su mayoría árabes o turcos musulmanes), describen a los kurdos de forma estereotipada.
Para los kurdos se trata de un libro crucial para entender la historia de su nación. Es además, uno de los primeros documentos históricos en hablar de una identidad kurda (que divide en cuatro subnaciones o tribus: la Kurmanji, la Lur, la Kalhor y la Guran) y de un territorio kurdo (el Kurdistán, del que además describe detalladamente sus límites geográficos).

## Contexto del autor
Sharafkhan Bidlisi (شەرەفخانی بەدلیسی) nació el 25 de febrero de 1543, hijo de Shamsaddin Batlisi, en la aldea de Garmrood (cerca de Karahrud, actual provincia de Markazí, Irán). En 1576 Tahmasp I de los safávidas le otorga el título de Mir de Mires (en persa, amir al-umara, «emir de emires») y le nombra líder de todas las tribus kurdas iraníes.
En 1578, Sharafkhan abandona su posición anterior y apoya a los otomanos en su guerra contra los iraníes safávidas, ofreciéndoles 400 soldados. Entre 1578 y 1588, Sharafkhan prácticamente dirigió todas las guerras otomanas contra los persas. El sultán otomano Murad III, le otorga a Sharafkhan el título de Kan. Se convierte en el Mir de la provincia de Batlisi. A los 53 años Sharafkhan le traspasa la autoridad de su dinastía a su hijo Shamsaddin Bag Abu Alma'ali y un año después comienza a escribir el Sharafnama (1597).

## Contenido, estilo y estructura
Para escribir el Sharafnama, Sharaf Khan recurrió a otras obras suyas que había escrito previamente así como anales de otros autores, como el Zafarnama de Sharaf al-Din ‘Ali Yazdi, Matla’ al-Sa’dayn de ‘Abd al-Razzaq Samarcandi, Rawzat al-Safa’ de Mirkhwand, Habib al-Siyar de Khwandamir y Tarikh-i Jahan-Ara de Qazi Ahmad Ghaffari Qazvini. En este sentido, Sharafkhan integró sus fuentes de manera selectiva y reinterpretando ciertos pasajes, añadiendo sus propias ideas.
Está escrito en una prosa sencilla y está formado por cuatro libros, además de un prefacio y una conclusión; En el prefacio el autor se presenta a sí mismo, así como su motivación para escribir la obra. En el primer libro, se tratan los gobernantes kurdos independientes, como marwánidas y ayubíes. En el segundo, se habla de los líderes autónomos del Kurdistán. En el tercer libro, el autor agrupa a ciertos gobernantes menores del Kurdistán y en el cuarto libro examina su propia dinastía: los diyadinidis de Bitlis. Finalmente, la conclusión es una descripción histórica de los imperios otomano y safávida.

## Traducción
En 1873-1875, François Charmoy, erudito francés, lo tradujo del persa al francés y lo publicó en San Petersburgo, Rusia. Entre muchos otros idiomas, el Sherefname se ha traducido al árabe, azerí, inglés, turco y ruso. En 1972 el gran erudito kurdo Abdurrahman Sharafkandi tradujo el libro del persa al kurdo por primera vez.